# Liste des épisodes de Star Trek: Deep Space Nine

Logo de Star Trek: Deep Space Nine

Cette page présente la liste des épisodes de la série télévisée Star Trek: Deep Space Nine.

## Première saison (1993)
1. L'Émissaire - 1re partie (Emissary - Part I)
2. L'Émissaire - 2e partie (Emissary - Part II)
3. Prologue (Past Prologue)
4. Un homme seul (A Man Alone)
5. Babel (Babel)
6. La Poursuite (Captive Pursuit)
7. Moins Q (Q-Less)
8. Dax
9. Le Passager (The Passenger)
10. Qui perd gagne (Move Along Home)
11. Le Grand Nagus (The Nagus)
12. Tourbillon (Vortex)
13. Derrière les lignes ennemies (Battle Lines)
14. Le Conteur (The Storyteller)
15. Progrès (Progress)
16. Avec des si (If Wishes were Horses)
17. Abandon (The Forsaken)
18. Dramatis Personae (Dramatis Personae)
19. Duel (Duet)
20. Entre les mains des prophètes (In the Hands of the Prophets)

## Deuxième saison (1993-1994)
1. Le Retour (The Homecoming)
2. Le Cercle (The Circle)
3. Le Siège (The Siege)
4. Intrusion (Invasive Procedures)
5. Les Cardassiens (Cardassians)
6. Melora
7. Les Devises de l'acquisition (Rules of Acquisition)
8. Démons intérieurs (Necessary Evil)
9. Double Vue (Second Sight)
10. Le Sanctuaire (Sanctuary)
11. Les Rivaux (Rivals)
12. L'Autre (The Alternate)
13. Annihilation (Armageddon Game)
14. Murmures (Whispers)
15. Paradis (Paradise)
16. Mirages (Shadowplay)
17. Démiurge (Playing God)
18. Pertes et profits (Profit and Loss)
19. Le Pacte de sang (Blood Oath)
20. Le Maquis - 1re partie (The Maquis - Part I)
21. Le Maquis - 2e partie (The Maquis - Part II)
22. L'Implant (The Wire)
23. Entrelacs (Crossover)
24. Le Collaborateur (The Collaborator)
25. Tribunal
26. Les Jem'Hadar (The Jem'Hadar)

## Troisième saison (1994-1995)
1. La Quête - 1re partie (The Search - Part I)
2. La Quête - 2e partie (The Search - Part II)
3. La Maison de Quark (The House of Quark)
4. Equilibrium
5. Seconde peau (Second Skin)
6. L'Orphelin (The Abandoned)
7. Destruction imminente (Civil Defense)
8. Meridian
9. Le Défiant (The Defiant)
10. Fascination
11. Passé décomposé - 1re partie (Past Tense - Part I)
12. Passé décomposé - 2e partie (Past Tense - Part II)
13. Survivre à tout prix ? (Life Support)
14. Cœur de pierre (Heart of Stone)
15. Destinée (Destiny)
16. Le Plan des prophètes (Prophet Motive)
17. Visionnaire (Visionary)
18. Echos distants (Distant Voices)
19. De l'autre côté du miroir (Through the Looking Glass)
20. Cause improbable (Improbable Cause)
21. Les Dés sont jetés (The Die is Cast)
22. Les Explorateurs (The Explorers)
23. Affaires de famille (Family Business)
24. Shakaar
25. Facettes (Facets)
26. L'adversaire (The Adversary)

## Quatrième saison (1995-1996)
1. La Tradition du guerrier - 1re partie (The Way of the Warrior - Part I)
2. La Tradition du guerrier - 2e partie (The Way of the Warrior - Part II)
3. Le Visiteur (The Visitor)
4. Le Serment d'Hippocrate (Hippocratic Oath)
5. Indiscrétion (Indiscretion)
6. L'interdit (Rejoined)
7. Les Karemmas (Starship Down)
8. Les Petits Hommes verts (Little Green Men)
9. L'Épée de Kahless (The Sword of Kahless)
10. Notre homme Bashir (Our Man Bashir)
11. L'Enfer sur Terre (Homefront)
12. Paradis perdu (Paradise Lost)
13. Feux croisés (Crossfire)
14. Touché par la grâce (Return to Grace)
15. Les Fils de Mogh (Sons of Mogh)
16. Le Syndicat (Bar Association)
17. Accession
18. Les Règles du combat (Rules of Engagement)
19. La Mémoire emprisonnée (Hard Time)
20. Et le miroir se brisa (Shattered Mirror)
21. La Muse (The Muse)
22. Pour la cause (For the Cause)
23. Combat pour la mort (To the Death)
24. La Peste (The Quickening)
25. Un contrat est un contrat (Body Parts)
26. Flux brisé (Broken Link)

## Cinquième saison (1996-1997)
1. L'Apocalypse (Apocalypse Rising)
2. Le Vaisseau (The Ship)
3. Mauvais Par'Mach (Looking for Par'Mach in All the Wrong Places)
4. Le Vrai Courage (... Nor the Battle to the Strong)
5. La Mission (The Assignment)
6. Épreuves et Tribulations (Trials and Tribble-ations)
7. Que celui qui n'a jamais péché (Let He Who Is Without Sin...)
8. Les Condamnés (Things Past)
9. L'Ascension (The Ascent)
10. Extase (Rapture)
11. Les Ténèbres et la Lumière (The Darkness and the Light)
12. Naissances (The Begotten)
13. Pour l'uniforme (For the Uniform)
14. À l'ombre du purgatoire (In Purgatory's Shadow)
15. À la lumière de l'enfer (By Inferno's Light)
16. Dr Bashir, je présume ? (Dr Bashir, I Presume?)
17. Une simple enquête (A Simple Investigation)
18. Les Affaires sont les affaires (Business as Usual)
19. Les Liens du sang et l'eau (Ties of Blood and Water)
20. Chants d'amour Ferengis (Ferengi Love Songs)
21. Les Soldats de l'empire (Soldiers of the Empire)
22. Les Enfants du passé (Children of Time)
23. Explosion de gloire (Blaze of Glory)
24. Empok Nor
25. Tout est dans les cartes (In the Cards)
26. L'Appel aux armes (Call to Arms)

## Sixième saison (1997-1998)
1. Volte-face (A Time to Stand)
2. Les Naufragés (Rocks and Shoals)
3. Fils et Filles (Sons and Daughters)
4. Derrière les lignes (Behind the Lines)
5. Gloire aux braves (Favor the Bold)
6. Le Sacrifice des anges (Sacrifice of Angels)
7. Vous êtes cordialement invités (You Are Cordially Invited)
8. Résurrection (Resurrection)
9. Probabilités et statistiques (Statistical Probabilities)
10. Les Sept Ferengis (The Magnificent Ferengi)
11. La Danse de la folie (Waltz)
12. Qui va pleurer Morn ? (Who Mourns for Morn?)
13. Au-delà des étoiles (Far Beyond the Stars)
14. Il était un petit navire (One Little Ship)
15. L'Honneur des voleurs (Honor Among Thieves)
16. La Loi du cœur (Change of Hearts)
17. Les péchés du passé (Wrongs Darker than Death or Night)
18. Inquisition
19. Sous la lune pâle (In the Pale Moonlight)
20. Chacun sa manière (His Way)
21. Le Jour du jugement (The Reckoning)
22. Valiant
23. Profits dans la dentelle (Profit and Lace)
24. Orpheline du temps (Time's Orphan)
25. Le Son de sa voix (The Sound of Her Voice)
26. Les Larmes des prophètes (Tears of the Prophets)

## Septième saison (1998-1999)
1. Une image dans le sable (Image in the Sand)
2. Ombres et symboles (Shadows and Symbols)
3. Reflet (Afterimage)
4. Faisons un tour dans la Holosuite (Take Me Out to the Holosuite)
5. Chrysalide (Chrysalis)
6. Foi et traitrise (Treachery, Faith and the Great River)
7. De retour au combat (Once More Unto the Breach)
8. Le Siège de AR-558 (The Siege of AR-558)
9. Le Culte (Covenant)
10. Ce n'est qu'une illusion (It's Only a Paper Moon)
11. La Fille prodigue (Prodigal Daughter)
12. La Cape de l'empereur (The Emperor's New Cloak)
13. Champ de feu (Field of Fire)
14. Chimère (Chimera)
15. Badabim, badaboum (Badda-Bing, Badda-Bang)
16. Inter Arma Enim Silent Leges
17. Nous serons unis (Penumbra)
18. Jusqu'à ce que la mort nous sépare ('Til Death Do Us Apart)
19. Étranges partenaires (Strange Bedfellows)
20. Le Visage changeant du mal (The Changing Face of Evil)
21. Pluie de sang (When it Rains...)
22. Le Souffle de la guerre (Tacking Into the Wind)
23. Décisions extrêmes (Extreme Measures)
24. Les Chiens de guerre (The Dogs of War)
25. Le Jugement des Prophètes - 1re partie (What You Leave Behind - Part I)
26. Le Jugement des Prophètes - 2e partie (What You Leave Behind - Part II)